# Ercole Dandini
Ercole Dandini (ur. 25 lipca 1759 w Rzymie, zm. 22 lipca 1840 tamże) – włoski kardynał.

## Życiorys
Urodził się 25 lipca 1759 roku w Rzymie, jako syn Pietra Dandiniego i Marii Giovanny Silvy. Studiował na Collegio Nazareno, a potem na La Sapienzy, gdzie uzyskał doktorat utroque iure. Wstąpił na służbę do Kurii Rzymskiej i został referendarzem Najwyższego Trybunału Sygnatury Apostolskiej i kanonikiem kapituły bazyliki watykańskiej. 10 marca 1823 roku został kreowany kardynałem prezbiterem i otrzymał kościół tytularny S. Balbinae. Tego samego dnia został wybrany biskupem Osimo. Ponieważ nigdy nie przyjął święceń kapłańskich, ani sakry pełnił rolę jedynie biskupa elekta. 23 maja 1824 roku zrezygnował z diecezji. W 1828 roku został prefektem Kongregacji Dobrego Rządu. Zmarł 22 lipca 1840 roku w Rzymie.